# Puerto Natales
Puerto Natales és una ciutat de la Patagònia xilena. És la capital tant de la comuna de Natales com de la província d'Última Esperanza, una de les quatre províncies que formen la Regió de Magallanes i l'Antàrtica Xilena, a la part més meridional de Xile. Puerto Natales és l'única ciutat de la província. Es troba a 247 km al nord-oest de Punta Arenas. És l'últim port d'escala de passatgers del ferri Navimag que navega des de Puerto Montt al canal Señoret, així com el principal punt de trànsit per als viatgers al Parc Nacional Torres del Paine, Xile.
Es troba a la desembocadura del fiord Última Esperanza i originàriament va ser habitada pels Kawésqar o Alacaluf i els Aonikenk o Tehuelche. Els primers europeus que van visitar la zona on es troba la ciutat van ser els expedicionaris dirigits per Juan Ladrillero, un explorador espanyol que buscava el pas occidental de l'Estret de Magallanes el 1557.
La ciutat va ser fundada a finals del segle xix per immigrants europeus, principalment alemanys, britànics, inclosos anglesos, gal·lesos i escocesos, croats, grecs, italians i espanyols. Més tard va ser poblada per xilens, amb un nombre important procedents de l'arxipèlag de Chiloé, tots atrets per la indústria ramadera d'ovelles.
La ciutat va ser fundada formalment sota el govern de Ramón Barros Luco el 31 de maig de 1911. Actualment una de les seves indústries més importants és el turisme, tot i que també són importants les indústries ramaderes i aqüícoles. Mentre que els vents, el fred i els sòls prims limiten l'horticultura a Puerto Natales, encara hi ha un producte local a petita escala de carbassons, tomàquets cherry, maduixes, cogombres i pastanagues.